# Absolute Hits 2012
Absolute Hits 2012 er et dansk opsamlingsalbum udgivet 12. november 2012 af EMI. Albummet er en dobbelt-cd bestående af nogle af de største hits fra år 2012.

## Trackliste

### CD1
1. Alina Devecerski / "Flytta På Dej"
2. David Guetta / "She Wolf (Falling To Pieces)" (feat. Sia)
3. Katy Perry / "Part of Me"
4. Muse / "Madness"
5. Rasmus Seebach / "Falder"
6. Coldplay & Rihanna / "Princess of China"
7. Loreen / "Euphoria"
8. Specktors / "Lågsus" (feat. Medina)
9. Fun. / "Some Nights"
10. Muri & Mario / "Hun Tog Min Guitar"
11. L.O.C. / "Helt Min Egen" (feat. Barbara Moleko)
12. Turboweekend / "On My Side"
13. Kylie Minogue / "Timebomb"
14. Linda P. / "Du' Fan'me Pæn, Du Er"
15. Conor Maynard / "Turn Around" (feat. Ne-Yo)
16. Paw & Lina / "Stolt Af Mig Selv?"
17. Rudimental / "Feel The Love" (feat. John Newman)
18. Icona Pop / "I Love It"
19. Avicii vs Lenny Kravitz / "Superlove"
20. Kaka / "Bang Bang (Reggaejam)"

### CD2
1. Swedish House Mafia / "Don't You Worry Child" (feat. John Martin)
2. Christopher / "Colours" (feat. Frida Amundsen)
3. Flo Rida / "Whistle"
4. Djämes Braun / "Kom Og Giv Mig Alle Dine Penge"
5. Emeli Sandé / "Next To Me"
6. Vinnie Who / "How Can I Be Sure"
7. The Storm / "Raver"
8. Marina and The Diamonds / "Primadonna"
9. Klumben & Raske Penge / "Faxe Kondi"
10. Eric Amarillo / "Men Hallå!"
11. USO / "Klapper Af Den" (feat. Kato)
12. Nik & Ras / "Hvad Der Sker Her" (feat. Medina)
13. Graffiti6 / "Free"
14. Hej Matematik / "Sikke En Fest"
15. Shoes For Julia / "Bringing On The Heartache"
16. Pet Shop Boys / "Winner"
17. Xander / "Over Alle Bjerge"
18. Deadmau5 / "The Veldt" (feat. Chris James)
19. Smag på P3 / "Nede Med Koldskål" (feat. Niklas, Klumben, Shaka Loveless, Mette Lax, Djämes Braun & Steggerbomben)
20. Simple Plan / "Summer Paradise" (feat. Sean Paul)